# Disney's Wilderness Lodge
Disney's Wilderness Lodge - traducido al español como Hotel de Naturaleza de Disney - es un resort ganador del premio AAA Cuatro Diamantes localizado en Walt Disney World Resort. Abrió el 28 de mayo de 1994. El resort es propiedad y está operado por Disney Parques, Experiencias y Productos. Disney Wilderness Lodge está localizada en el área de Magic Kingdom en el Lago Bay. El resort está cerca de Disney's Fort Wilderness Resort & Campground. Un resort de temática similar es el Disney's Grand Californian Hotel & Spa, está localizado en Disneyland Resort en California.
Boulder Ridge Villas en Disney's Wilderness Lodge, originalmente The Villas en Disney's Wilderness Lodge, un Disney Vacation Club resort en multipropiedad, fue anunciado en 1998, y comenzó a aceptar huéspedes en noviembre de 2000. El Boulder Ridge Villas es linda con Disney's Wilderness Lodge, cuyo diseño está basado en los alojamientos de los Parque Nacionales de los estados occidentales de Estados Unidos. Las Villas de Disney's Vacation Club de las Vacaciones están tematizados según los alojamientos construidos por los trabajadores del ferrocarril transcontinental a finales del siglo XIX. El edificio principal de las villas tienen obra de arte de ferrocarril y recuerdos en exhibición, incluyendo dos vagones del tren en miniatura de Walt Disney Carolwood Pacific Railroad. Los alojamientos incluyen estudios con cocinas pequeñas, así como villas de una y dos camas con cocinas más grandes y salas de estar. A finales de 2015, Disney comenzó un extenso proyecto de expansión de las Villas con unidades en la orilla similares a las que están sobre el agua en Disney's Polynesian Village Resort, así como servicios de entretenimiento y restauración.
Copper Creek Villas & Cabins en Disney Wilderness Lodge abrió en el verano de 2017 como la segunda propiedad de Disney's Vacation Cluib en el resort, el cual consta de 26 alojamientos de tipo Cascade Cabins que se construyeron en la ribera del resort, mientras que el ala sur del edificio del resort original fue convertido de habitaciones de hotel regulares a 158 unidades de Disney's Vacation Club.

## Resort
Este hotel fue diseñado por Peter Dominick. Fue diseñado siguiendo la atmósfera de los parques nacionales de los estados occidentales de Estados Unidos y presenta elementos naturales y nativo-americano. El edificio principal se diseñó como la Old Faithful Inn en el parque nacional deYellowstone. En el resort se encuentra un géiser artificial y fuentes termales. El resort tiene ocho pisos de Lodgepole importado de Oregón, así como 16 metros de tótems auténticos y una chimenea de 25 metros representando las rocas coloridas del Gran Cañón. El hotel es un resort de lujo de 4 estrellas de Walt Disney World Resort. Los huéspedes tienen acceso a restaurantes, un balneario y centro de fitness, piscinas tematizadas, jacuzzis, una zona infantil y guardería, así como actividades de entretenimiento y educativas para adultos y niños.
Se puede ir en barco a Magic Kingdom, Disney's Contemporary Resort, y Disney's Fort Wilderness Resort & Campground.
En noviembre de 2007, el resort fue nombrado Alojamiento Verde de Florida.
En mayo de 2018 se anunció que el Whispering Canyon Cafe dentro de Disney's Wilderness Lodge dejaron de realizar una larga tradición para niños. La equitación y el griterío de "I need Ketchup" (Necesito Ketchup) y conseguir todas las botellas de ketchup encima de todas las mesas acabó. No se aportó ninguna razón definitiva sobre por qué esta tradición paró más allá de la siguiente declaración de Walt Disney World: 
"...Continuamente estamos actualizando nuestras ofertas en Walt Disney World Resort y actualmente estamos trabajando en qué va a ser lo siguiente para Whispering Canyon. Nos disculpamos por cualquier decepción."
Hay rumores que declaran que Walt Disney World Resort cedió a las quejas de los huéspedes de que estas tradiciones eran demasiado ruidosas.

## Galería

Disney's Wilderness Lodge y Villas
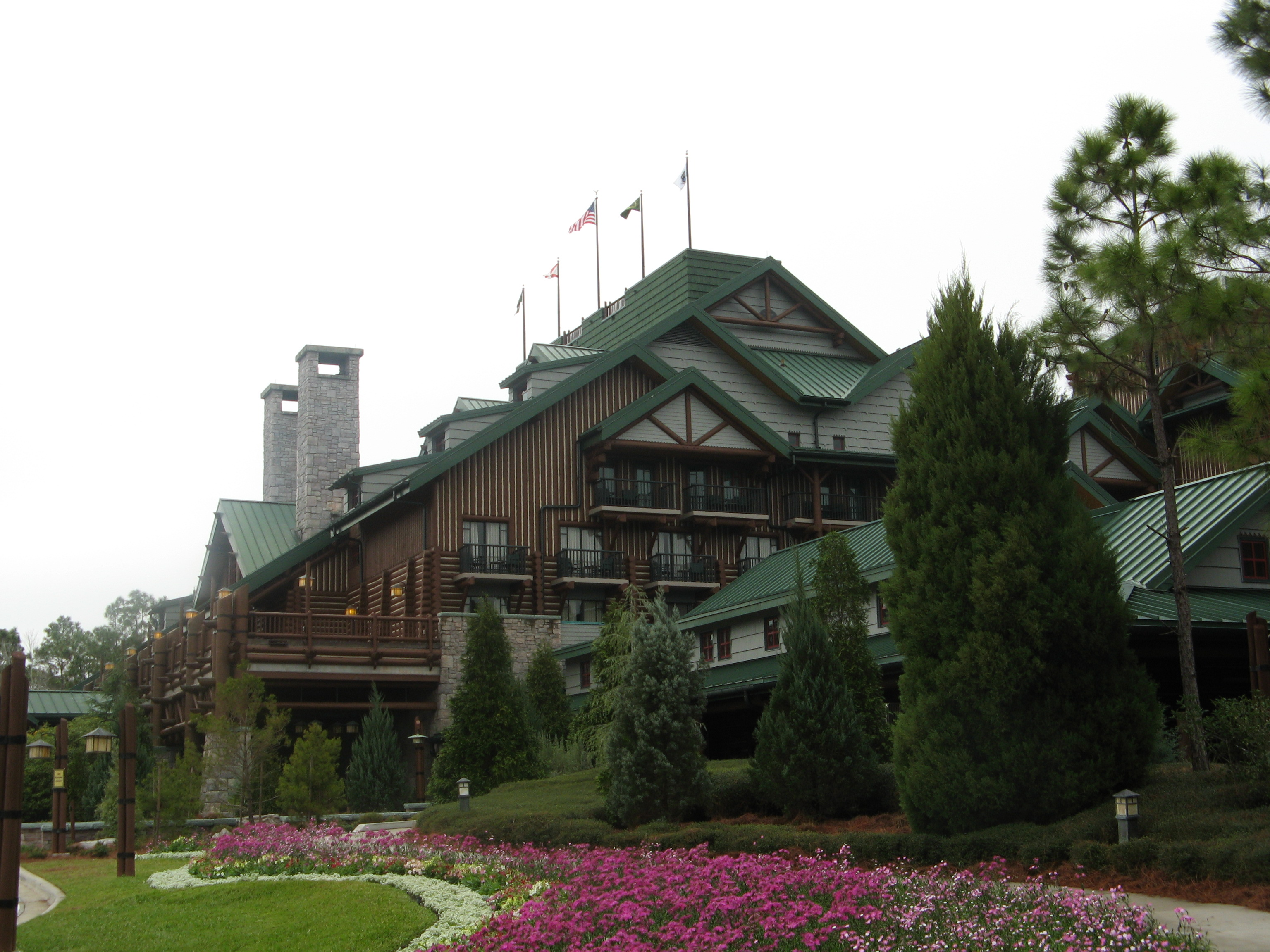
Frente exterior de Disney's Wilderness Lodge
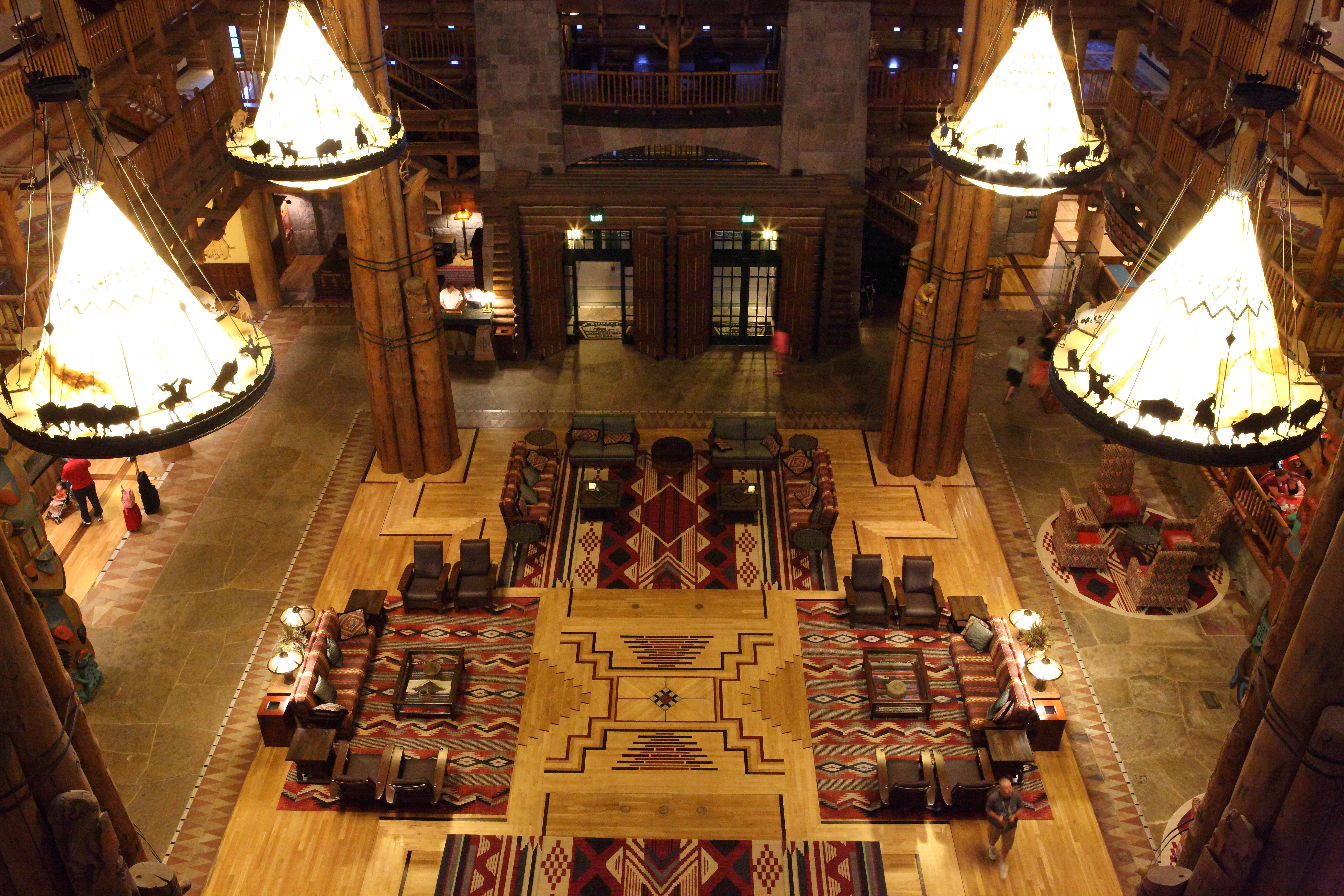
Vestíbulo de Disney's Wilderness Lodge
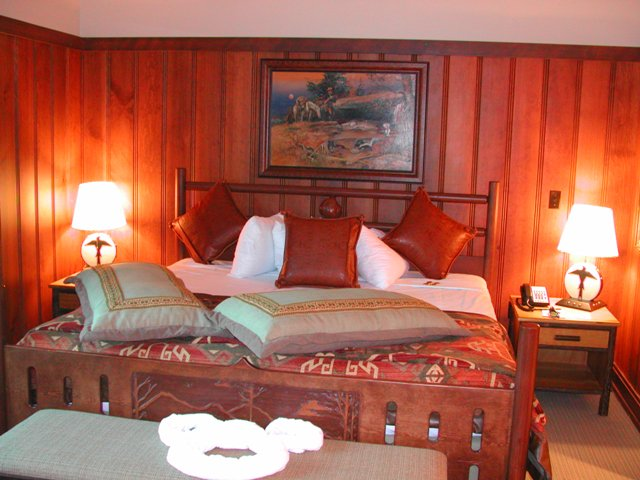
La Suite Yosemite en Disney's Wilderness Lodge
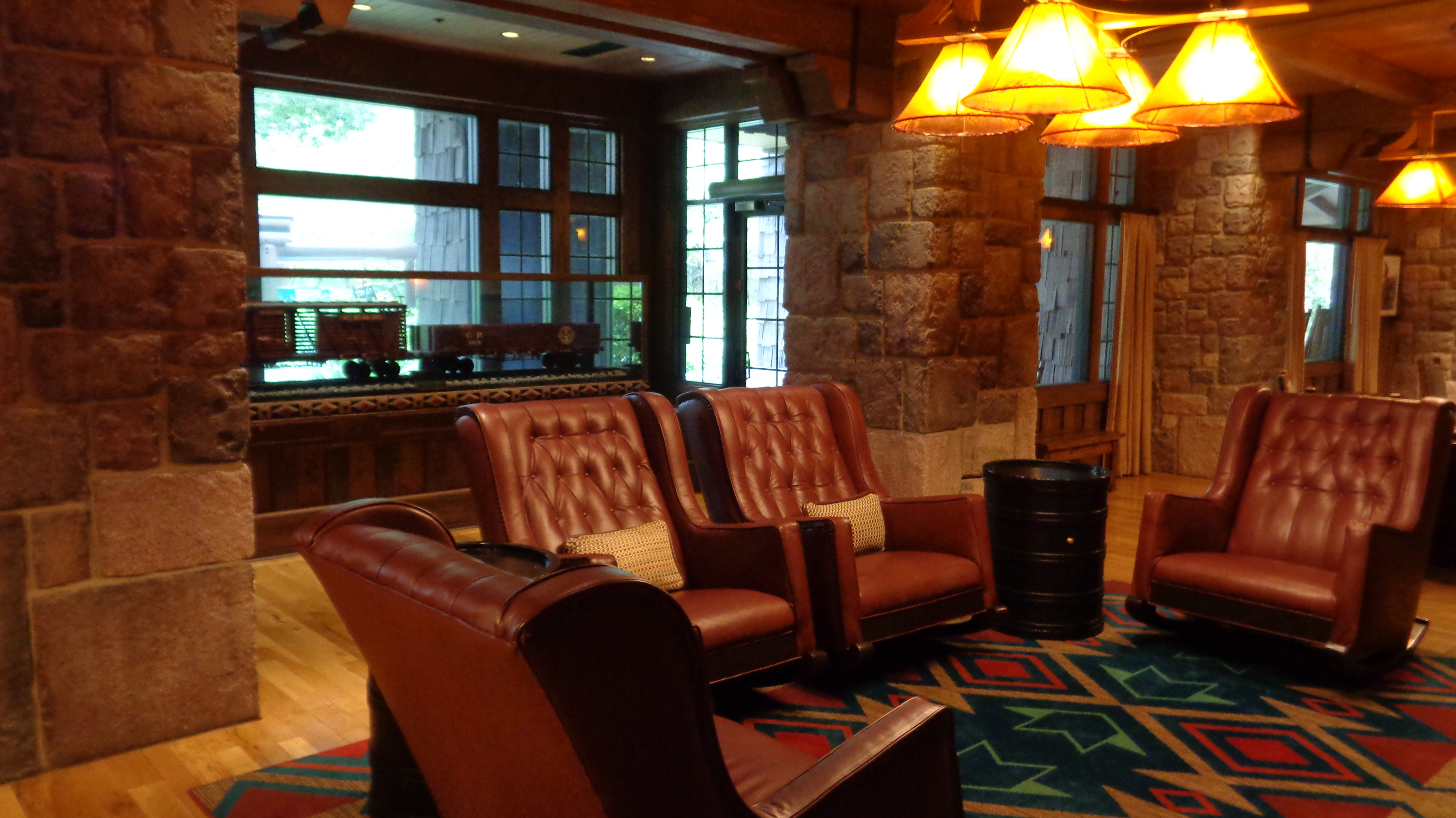
La habitación Carolwood Pacific Railroad en Boulder Ridge Villas